# Travnička gimnazija
Travnička gimnazija ili Mješovita Srednja Škola "Travnik" (skraćeno MSŠT) je glavna, najveća i najznačajnija srednjoškolska ustanova na području općine Travnik. 

### Historija/Istorija/Povijest ustanove
Mješovita srednja škola “Travnik”, pod ovim nazivom, djeluje od 1994/1995. školske godine. Tokom svog odgojno-obrazovnog rada škola je više puta mijenjala naziv, struke i zanimanja koja su se izučavala u školskoj zgradi čija je gradnja počela davne 1882. godine.
Duga prošlost, bogata tradicija, reputacija stručnog kadra i rezultati koji ovu školu svrstavaju u sami vrh srednjoškolskog obrazovanja u općini Travnik.

#### Obrazovni program škole
Nastava se odvija u dvije smjene u sljedećim školama:
·         Opća gimnazija,
·         Filološka gimnazija,
·         Matematičko-informatička gimnazija i
·         Medicinska škola.
Ovdje nastavu pohađaju učenici iz više općina Srednjobosanskog katona. Najviše učenika je s područja općine Travnik, zatim Novog Travnika, Viteza, Donjeg Vakufa, Gornjeg Vakufa – Uskoplja i Bugojna.
Osim redovne nastave, učenici svoje sposobnosti i kreativnost mogu izraziti i aktivnim učešćem u kulturno-umjetničkim, naučno-predmetnim i sportskim sekcijama i projektima.
Zajednička zgrada Travničke gimnazije i Katoličkog školskog centra "Petar Barbarić" za vrijeme Socijalističke Federativne Republike Jugoslavije pripadala je državi.